# نفوذ دهی بخار شیمیایی
نفوذ دهی بخار شیمیایی ( CVI ) یک فرایند در مهندسی سرامیک است که در طی آن ماده زمینه با استفاده از گازهای واکنش پذیر در دمای بالا به داخل یک پیش فرم فیبری نفوذ داده می شود تا یک کامپوزیت تقویت شده با الیاف تشکیل شود. اولین استفاده از CVI ، نفوذ دهی کاربید کروم به الیاف آلومینا بود . از CVI می توان برای تهیه کامپوزیت های کربن-کربن و کامپوزیت های زمینه سرامیکی استفاده کرد . رسوب دهی بخار شیمیایی (CVD) یک تکنیک مشابه با این روش است با این تفاوت که فرایند رسوب دهی در CVD بر روی سطوح بالک داغ انجام می گیرد ، در حالی که فرایند نفوذ دهی در CVI بر روی زیرلایه های متخلخل انجام می شود .

## فرایند

شکل ۱. نفوذ دهی بخار شیمیایی رایج.
• ماده زمینه بوسیله گاز حمل می شود
↑ گاز حامل
Not drawn to scale

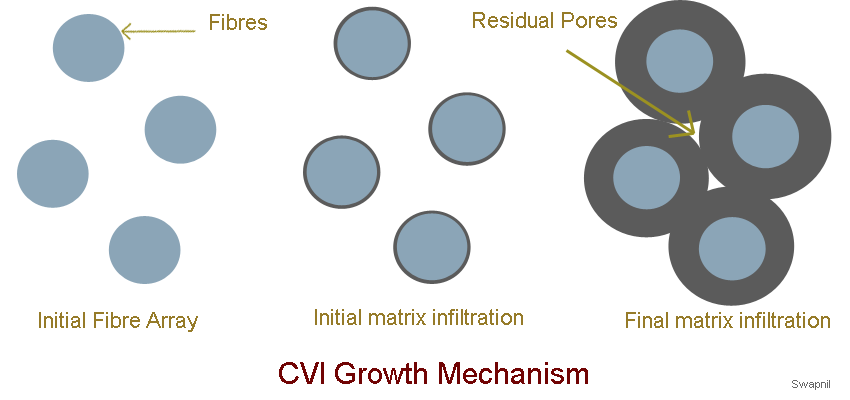
شکل 2. مکانیزم پیشرفت CVI

در طی فرایند نفوذ دهی بخار شیمیایی ، پیش فرم فیبری بر روی یک صفحه متخلخل فلزی نگهداری می شود که این صفحه در معرض عبور ترکیبی از گاز حامل همراه با ماده زمینه در دمای بالا است . پیش فرم ها می توانند با استفاده از یارن ها یا الیاف بافته شده ساخته شوند یا به صورت فیلامنت یا اشکال سه بعدی بافته شده باشند. فرایند نفوذ دهی در یک رآکتور متصل به سیستم تصفیه پساب ، محلی که گاز ها و ماده زمینه باقیمانده تصفیه شیمیایی می شوند ، انجام می شود. گرمایش القایی در فرایند نفوذ دهی بخار شیمیایی هم دما و هم فشار معمولی استفاده می شود.
شماتیک کلی از این فرایند در شکل 1 نشان داده شده است . در این جا گازها و ماده زمینه از سیستم تغذیه در زیر رآکتور وارد رآکتور می شوند . پیش فرم فیبری با ماده زمینه در دمای بالا واکنش می دهد و از این طریق ماده زمینه در لیف یا شیار های پیش فرم نفوذ می کند .
مکانیزم پیشرفت فرایند CVI در شکل 2 نشان داده شده است. در این جا همان طور که واکنش بین سطح لیف و ماده زمینه انجام می شود ، یک پوششی از زمینه بر روی سطح لیف ، در حالی که قطر لیف کاهش می یابد ، تشکیل می شود . واکنش دهنده هایی که در واکنش شرکت نکرده اند همراه با گاز ها از طریق سیستم خروجی از رآکتور خارج شده و به سیستم تصفیه پساب منتقل می شوند .

## فرایند CVI اصلاح شده

شکل 3. نفوذ دهی بخار شیمیایی اصلاح شده
• ماده زمینه بوسیله گاز حمل می شود
↑ گاز حامل
Not drawn to scale

تکنیک "دیوار داغ" - نفوذ دهی بخار شیمیایی هم دما و هم فشار ، همچنان به طور گسترده در حال استفاده است ، اما با توجه به زمان طولانی فرایند و سرعت آهسته نفوذ دهی در این روش ، راهکار های جدیدی برای دستیابی به تکنیک هایی با نفوذ دهی سریع تر مطرح شد . یکی از این تکنیک ها فرایند CVI ( گرادیان حرارتی- جریان فشاری ) است که در این فرایند از جریان فشاری گازها و ماده زمینه برای رسیدن به ماده متراکم تر و با تخلخل کمتر استفاده می شود . در این جا مخلوط گازی همراه با ماده زمینه بوسیله جریان تحت فشار ، از پیش فرم یا ماده فیبری عبور می کنند . این فرایند در گرادیان حرارتی از ℃ 1050 در محل آب سرد تا ℃ 1200 در محل کوره انجام می شود . شکل 3 شماتیک دیاگرامی از فرایند CVI با جریان فشاری ( FCVI ) را نشان می دهد .

## انواع کامپوزیت های زمینه سرامیکی با پارامتر های فرایند
جدول 1 : مثال هایی از فرایند های مختلف ساخت کامپوزیت های زمینه سرامیکی. 
| فیبر           | زمینه          | پیش ماده رایج   | دما (℃)       | فشار (kpa) | فرایند                    |
| -------------- | -------------- | --------------- | ------------- | ---------- | ------------------------- |
| کربن           | کربن           | نفت سفید ، متان | نزدیک به 1000 | 1          | CVI جریان فشاری           |
| کربن           | سیلیکون کاربید | CH3SiCl3-H 2    | نزدیک به 1000 | 1          | CVI جریان فشاری           |
| سیلیکون کاربید | سیلیکون کاربید | CH3SiCl3-H 2    | 900-1100      | 10-100     | CVI جریان فشاری - هم فشار |
| آلومینا        | آلومینا        | AlCl3CO2-H2     | 900-1100      | 2-3        | CVI                       |

## مثال ها
مثال هایی که از فرایند CVI در تولید استفاده می شود عبارتند از :
کامپوزیت های کربن / کربن (C / C)
بر اساس مطالعات قبلی، یک نمد کربن بر پایه پان به عنوان پیش فرم و نفت سفید به عنوان پیش ماده انتخاب می شوند . نفوذ دهی زمینه در پیش فرم در دمای ℃ 1050 به مدت چند ساعت در فشار جو ، بوسیله فرایند FCVI انجام می شود . دما باید در درون سطح بالایی پیش فرم در ℃ 1050 ، در قسمت میانی در ℃ 1080 و در قسمت بیرونی در ℃ 1020 نگه داشته شود . گاز نیتروژن به منظور امنیت ، در رآکتور جریان می یابد .

## سیلیکون کاربید / سیلیکون کاربید (SiC / SiC)
زمینه : (CH3SiCl3 (g) → SiC (s) + 3HCl (g
فصل مشترک : (CH4 (g) → C (s) + 2H2 (g
الیاف SiC به عنوان پیش فرم تا ℃ 1000 در خلأ حرارت داده شده و بعد گاز متان به عنوان لایه میانی بین زمینه و لیف ، وارد پیش فرم می شود . این فرایند به مدت 70 دقیقه و تحت فشار به طول می انجامد . سپس ، متیل هیدروکلروسیلان بوسیله هیدروژن به داخل محفظه حمل می شود . پیش فرم در زمینه SiC ، به مدت چند ساعت در دمای ℃ 1000 و تحت فشار ، قرار می گیرد .

## مزایای فرایند CVI
تنش های باقیمانده به دلیل دمای نفوذ دهی پایین تر ، کمتر است . امکان تولید اشکال پیچیده بزرگ وجود دارد . کامپوزیت هایی که با این روش ساخته می شوند دارای خصوصیاتی همانند خواص مکانیکی بالا ، مقاومت به خوردگی و مقاومت به شوک حرارتی هستند . از ترکیبات مختلفی از ماتریس ها و لیف ، به منظور ایجاد خواص کامپوزیتی متفاوت ، می توان استفاده کرد ، ( همانند، SiC, C, Si3N4, BN, B4C ZrC و ... ) . به دلیل فشار و دمای نفوذ دهی پایین ، آسیب وارد شده به الیاف و هندسه پیش فرم بسیار کم است. در این فرایند انعطاف پذیری قابل ملاحظه ای در انتخاب ماتریس و لیف وجود دارد . با کنترل دقیق خلوص گاز ها ، می توان به یک ماتریس خالص و یکپارچه دست پیدا کرد .

## معایب
تخلخل باقیمانده حدود %15-10 است که این مقدار بالا است . سرعت تولید پایین است . هزینه های مربوط به سرمایه گذاری ، تولید و پردازش بالا است .

## کاربرد ها
از CVI برای ساخت انواع اجزای با عملکرد بالا استفاده می شود: 
- سیستم های حفاظت حرارتی برای وسایل نقلیه فضایی.[۹]
- سیستم های دما بالا همانند محفظه های احتراق ، تیغه های توربین ، لامپ های ایستانه (stator ) و ترمز های دیسکی که شوک حرارتی بالایی را تحمل می کنند.[۱۰]
- در مشعل ها ، دریچه های با درجه حرارت بالا و کانال های گاز ، از اکسید های کامپوزیت زمینه سرامیکی استفاده می شود . قطعات یاتاقان کشویی برای ایجاد مقاومت در برابر خوردگی و مقاومت در برابر سایش.[۱۱]

## External links
- Center for Composite Materials
- World Academy of Ceramics